# 阿部浩
阿部 浩（あべ ひろし、嘉永5年1月3日（1852年1月23日） - 大正11年（1922年）10月7日）は、日本の内務官僚、政治家。群馬県知事、千葉県知事（2期）、富山県知事、新潟県知事、東京府知事（2期）を歴任。衆議院議員（2期）、貴族院議員、日本赤十字社特別社員を務めた。位階および勲等は正三位・勲一等。陸奥国岩手郡盛岡出身。邸は荏原郡大井町元芝にあった。

## 経歴
南部藩士阿部雄平の子として生まれる。4つ年下の原敬とはいわゆる幼馴染の間柄であり、後に原に郵便報知新聞入社を勧めたのも阿部であったとされている。戊辰戦争後に上京して慶應義塾（後の慶應義塾大学）に学び、苦学の末に卒業して1874年に岡山県職員として採用され、後に工部省職員、鉄道事務官を経て内務省に移籍して社寺局長にまで昇った。伊東巳代治などと親しく伊藤博文系の官僚であったとされている。その後、第2回衆議院議員総選挙において岩手県第2区（当時）から無所属で出馬して当選、第4回衆議院議員総選挙でも当選している。
1896年1月に群馬県知事に任命されるが、当時の第2次伊藤内閣は自由党と連携関係にあり、当時の内務省では未だに超然主義・政党敵視の傾向が強い中で、阿部は政府の方針を擁護して公然と自由党との連携を打ち出すなど、特異な存在であった。直後の群馬県会選挙では自由党候補に有利な計らいをしたとされ、自由党の圧勝の原因となった。だが、8月にはわずか半年で千葉県知事に転任する。
千葉県においても阿部は県議会自由党と結んで学校建設の促進を約束するが、翌1897年4月にはわずか8ヶ月で更迭された。折りしも千葉県尋常師範学校の建設を巡って建築担当職員が業者から賄賂を受け取って検査に手心を加えたという疑惑が明らかになった最中での交代であり、進歩党系を中心とする反対派からは知事がこの事件に関与していたとの疑惑が出された（また、前任知事以来の県書記官も同時に更迭されており、書記官と事件の関連性も指摘されている）。
1898年2月5日には富山県知事に任命されるが、8月3日には再度千葉県知事に復帰した。阿部の退任後、柏田盛文・安藤謙介と短命の知事が続き県政は混乱していたが、阿部の復帰は前回の師範学校を巡る問題が終わらないうちに、辞任してから僅か1年半での復帰であったために混乱を却って深めさせた。特に憲政本党系（旧進歩党）は阿部知事の復帰に強く反発した。これに対して阿部は憲政党→立憲政友会系（旧自由党）の東條良平県会議長と結んで県政の掌握に努めた。また、前の任期で果たせなかった中学校6校と農学校の新設を実現させ、更に農工銀行を設置するなど、辣腕を振るった。ところが、1902年12月27日に教科書の採用を巡る出版社による贈収賄事件（教科書疑獄事件）が発生し、出版関係者のみならず柏田盛文新潟県知事（元千葉県知事）や阿部、東條県会議長ら有力地方政治家らも拘束された。阿部は賄賂を直接受けなかったものの、東條の要請で彼に賄賂を贈った業者による教科書の採用に同意したとされたのである。結局、阿部は起訴を免れたものの、この事件の解決前に失脚した柏田の後任として新潟県知事に赴任した事から強い非難を浴びた。1906年12月15日に貴族院勅選議員に任じられ、1922年（大正11年）1月23日まで在任。1907年に新潟県知事を退任し、同年6月22日、錦鶏間祗候を仰せ付けられた。翌年第2次西園寺内閣のもとで東京府知事に任命され、錦鶏間祗候は消滅した。退任後、1914年4月7日、再度錦鶏間祗候を仰せ付けられ、外遊の後に1919年に原内閣の成立によって再度東京府知事に任じられた。退任後は、日本国債社長などを歴任した。
1922年（大正11年）10月7日薨去。享年は70歳。墓所は郷里盛岡の別邸（現在保護庭園一ノ倉邸として公開）から岩手県道220号氏子橋夕顔瀬線を渡った安倍館町にある。ここは厨川城跡付近で、安倍氏先祖の地だとして、北上川を望むこの地に墓所を定めたのである。

## 栄典
位階
- 1896年（明治29年）2月10日 - 正五位[8]
- 1897年（明治30年）5月31日 - 従四位[9]
- 1903年（明治36年）3月30日 - 正四位[10]

勲章等
- 1896年（明治29年）12月25日 - 勲五等瑞宝章[11]
- 1906年（明治39年）4月1日 - 勲二等旭日重光章[12]
- 1920年（大正9年）2月28日 - 勲一等瑞宝章

## 親族
- 息子　阿部金剛（洋画家）
- 娘婿 後藤多喜蔵（司法官、内務官僚）[13]
- 孫　阿部鷲丸（彫刻家）